# آتسوکی ساوادا
آتسوکی ساوادا (ژاپنی: 澤田 篤樹؛ زادهٔ ۷ اکتبر ۱۹۹۶) یک بازیکن فوتبال اهل ژاپن است.
از باشگاه‌هایی که در آن بازی کرده‌است می‌توان به باشگاه فوتبال شونان بلمار اشاره کرد.